# پانیپاک وونگپاتاناکیت
پانیپاک وونگپاتاناکیت (تایلندی: พาณิภัค วงศ์พัฒนกิจ؛ زادهٔ ۸ اوت ۱۹۹۷) ورزشکار تکواندو اهل تایلند است.
وی در مسابقات کشوری و بین‌المللی در مجموع برندهٔ ۱۵ مدال طلا، ۵ مدال نقره، ۳ مدال برنز شده‌است.